# Силхет (округ)
Силхет (бенг. সিলেট জেলা; англ. Sylhet District) — округ в северо-восточной части Бангладеш, в одноимённой области Силхет. Административный центр — город Силхет. Площадь округа — 3490 км². По данным переписи 2001 года население округа составляло 2 675 346 человек. Уровень грамотности взрослого населения составлял 46 %, что выше среднего уровня по Бангладеш (43,1 %). 83,57 % населения округа исповедовало ислам, 17,30 % — индуизм.

## Административно-территориальное деление
Округ состоит из 11 подокругов (upazilas):
1. Силхет-Садар (Силхет)
2. Балагандж (Балагандж)
3. Беанибазар (Беанибазар)
4. Бишванатх (Бишванатх)
5. Компанигандж (Компанигандж)
6. Фенчугандж (Фенчугандж)
7. Голабгандж (Голабгандж)
8. Говайнгхат (Говайнгхат)
9. Джайнтиапур (Джайнтиапур)
10. Канайгхат (Канайгхат)
11. Закигандж (Закигандж)